# Shel Silverstein
Shel (Sheldon Allan) Silverstein, ameriški mladinski pisatelj in pesnik ter glasbenik, * 25. september 1930, Chicago, ZDA, † 10. maj 1999, Key West, Florida, ZDA.

## Življenje
V petdesetih letih 20. stoletja je služil kot vojak na Japonskem in Koreji, kjer je začel z risanjem stripov. Po odpustu iz vojske se je preživljal z raznimi priložnostnimi deli, ob tem pa še naprej risal stripe, tudi za revijo Playboy. Začel se je ukvarjati še z drugimi področji ustvarjanja, tudi z glasbo in s pisanjem pesmi. Leta 1959 je objavil prvi glasbeni album z naslovom Hairy Jazz. Temu je sledilo še veliko uspešnic, ki so jih začeli preigravati tudi drugi glasbeniki. Ustvarjal je še filmsko glasbo, za pesem I'm Checkin' Out v filmu Postcards from the Edge je bil nominiran za oskarja. 
Leta 1983 je napisal gledališko igro Divje življenje.
Umrl je na svojem domu za posledicami srčnega napada.

## Dela
Na Slovenskem je poznan predvsem po svojih mladinskih delih. Ta ne vsebujejo veliko besed, so kratka, neposredna, včasih ostra in hkrati dobrovoljna. V slovenščino je njegova dela prevedla Ksenija Šoster Olmer.
- Manjkajoči košček sreča Veliki O,
- Drevo ima srce,
- Manjkajoči košček,
- Dolgomobil ...